# أزجي مولا
أزجي مولا (بالتركية: Mercan Ezgi Mola)‏ هي ممثلة تركية، ولدت في 29 مارس 1983 بإسطنبول في تركيا.

## أعمال
مسلسلات
• (2020) شقة الأبرياء

### أفلام
- (2005) ركوب السجادة السحرية[5]
- (2010) الوداع[6]
- (2010) فخ التنين[7]

## وصلات خارجية
- أزجي مولا على موقع IMDb (الإنجليزية)
- أزجي مولا على موقع روتن توميتوز (الإنجليزية)
- أزجي مولا على موقع قاعدة بيانات الأفلام العربية
- أزجي مولا على موقع ألو سيني (الفرنسية)
- أزجي مولا على موقع أول موفي (الإنجليزية)
- أزجي مولا على موقع قاعدة بيانات الفيلم (الإنجليزية)
- أزجي مولا على موقع كينوبويسك (الروسية)